# Бекија
Бекија (арап. baqiya = остатак), је део кадилука које би остао у власти Порте, после разграничења са суседном државом, којој је Порта морала уступити други део кадилука са седиштем кадије.
У Босне и Херцеговине биле су три бекије: костајничка, новска и имотска. Прве две су настале после 1699, а имотска после 1718. године.
Импотска бекија сачувала је и данас ти име. Обухвата предео северозападно од Љубушког, према Клобуку, Широком Бријегу и Имотском.